# 片山兼山
片山 兼山（かたやま けんざん、1730年（享保15年） - 1782年5月11日（天明2年3月29日））は、江戸時代中期の儒学者。兼山は号。名は世璠（せばん、せはん）。字は叔瑟。通称は東造。一字姓により山世璠とも名乗った。
当初は徂徠学派に属したが、独立して折衷学派の創始者の一人となった。その学問は「山子学」（さんしがく）と呼ばれ、門人は「山子学派」と呼ばれる。

## 生涯
『先哲叢談』続編第10巻に伝記がある。
上野国（現在の群馬県）の農家に生まれる。江戸に出て、徂徠学派の鵜殿士寧および服部南郭の門下に入る。同門の秋山玉山との縁で、熊本藩に赴き藩校時習館の儒員を6年間務める。江戸に戻った後、同じく徂徠学派の宇佐美灊水の養子となったが、やがて徂徠学に疑問を抱くようになり独立した。
独立後は、漢宋諸家の説を折衷する立場をとり、徂徠学を否定した。晩年は、尾張藩の『群書治要』校刻事業（『群書治要』天明版・尾張本）にも関与した。
墓所が東京都港区の真宗大谷派・明福寺にある。

## 主な著書
- 四書五経や『文選』の訓点（通称「山子点」[2]）
- 『山子垂統』[2]
- 『山子遺文』[2]
- 『古文孝経孔伝参疏』[8]
- 『学庸解廃疾』[2]
- 『論語一貫』[2]
- 『周易類考』[1]
- 『尚書類考』[1]
- 『毛詩類考』[1]

## 山子学派
兼山の門人は山子学派と呼ばれる。彼らにより『荀子増注』（『荀子』の注釈書）、『呂氏一適』（『呂氏春秋』の注釈書）などが著された。

## 関連人物
- 朝川善庵 - 息子[9]
- 片山述堂 - 孫[10]
- 萩原大麓 - 門人[7]
- 久保筑水（久保愛） - 門人、『荀子増注』の著者

## 関連文献
- 藤川正数『荀子注釋史上における邦儒の活動 正篇』風間書房、1980年。ISBN 978-4-7599-0523-6。